# José Alonso de Arce

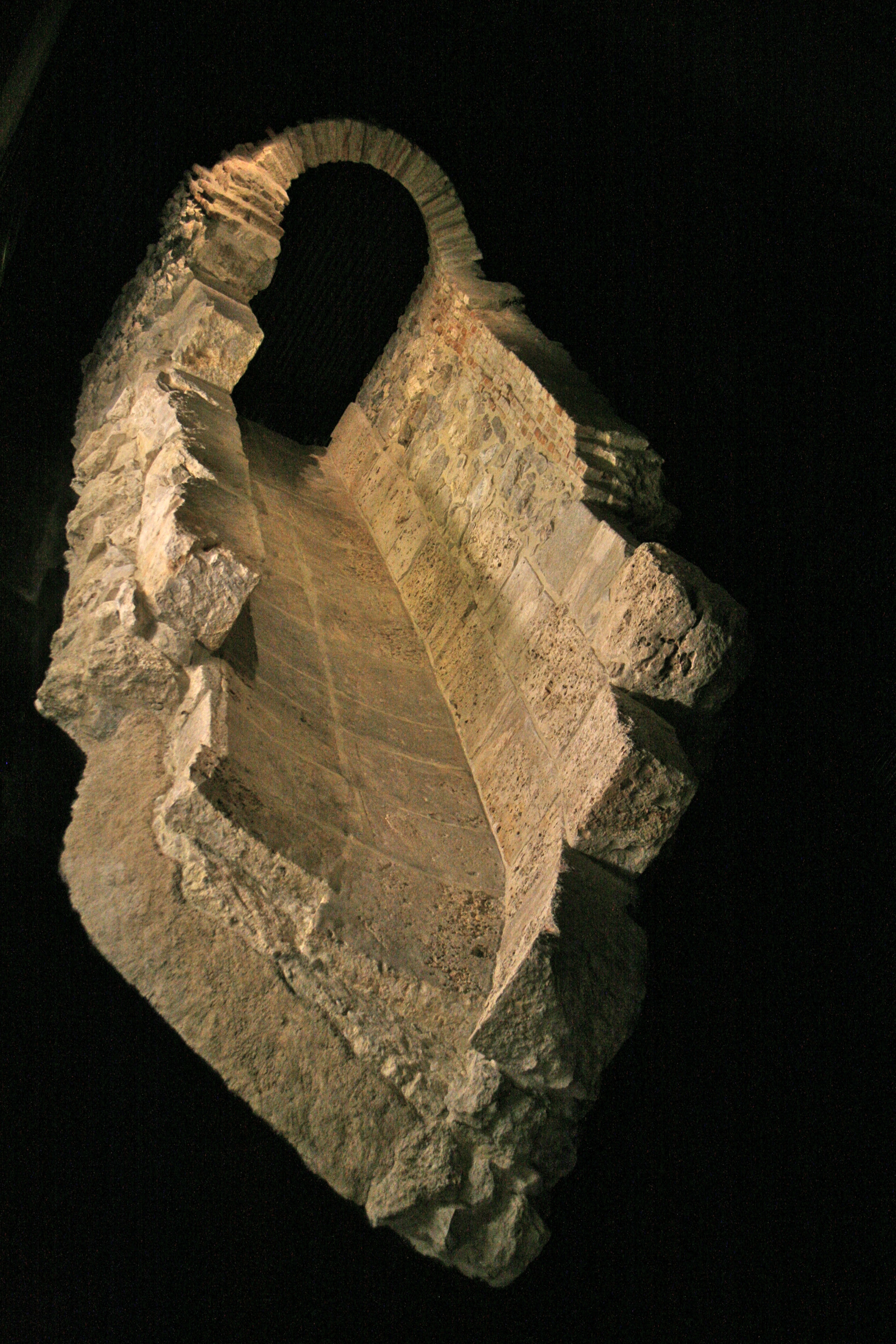
Fuente del Peral en la estación metropolitana de Ópera.

 José Alonso de Arce (también denominado Joseph Alonso de Arce) fue un ingeniero, agrimensor español de mitades del siglo XVIII. Es conocido por haber publicado en el año 1735 un estudio precursor sobre el alcantarillado y la limpieza de Madrid, en la época de Felipe V, siendo corregidor de Madrid Francisco Antonio de Salcedo y Aguirre (marqués de Vadillo). Fue profesor de Arquitectura Militar y Civil y maestro de obras aprobado por el Consejo.

## Obra
El estudio publicado en 1735 y titulado; Dificultades vencidas y curso natural en que se dan reglas especulativas y prácticas para la limpieza y asseo de las calles de esta corte, va más allá de los simples estudios de fontanería realizados previamente por Teodoro de Ardemans (autor de las Ordenanzas de Madrid), proponiendo un plan de saneamiento y recogida de las aguas residuales. El plan no logró ponerse en funcionamiento por la muerte del corregidor. El estudio fue inspiración posterior a Francisco Sabatini para realizar el empedrado de algunas de las calles de Madrid.
El proyecto de Arce consistía en la excavación de una galería principal, o «mina real», que cruzaba el subsuelo de la ciudad desde el comienzo de la calle de Alcalá (en la Puerta del Sol) hasta la actual plaza de Isabel II (denominada de los Caños del Peral), y de allí desembocar al río Manzanares mediante otra galería secundaria. A la galería principal acudrían una red de minas afluentes. Con la red pública enlazarían los desagües y sumideros de las casas de vecinos, evitando así que sus inmundicias fueran a la calle.